# Fatshe leno la rona
Fatshe leno la rona är Botswanas nationalsång. Titeln betyder ungefär Välsignat vare detta ädla land. Sången skrevs av Kgalemang Tumedisco Motsete, och blev nationalsång när Botswana blev självständigt 1966 efter att ha brutit upp med Storbritannien.